# NGC 6651
NGC 6651 este o galaxie situată în constelația Dragonul. A fost descoperită în 18 iunie 1884 de către Lewis A. Swift. Se află la o distanță de 71,78 de megaparseci de Pământ.